# Carl Haas
Pour les articles homonymes, voir Haas.
Carl A. Haas, né le 26 février 1930 à Chicago, et mort le 29 juin 2016 à Chicago est une personnalité du sport automobile américain. Il était copropriétaire de l'équipe Newman/Haas/Lanigan Racing dans le championnat IndyCar Series, fondée avec l'acteur Paul Newman et Mike Lanigan. Il a également été propriétaire de Carl Haas A. Motorsport, qui a concouru dans la série NASCAR ainsi que de l'équipe de Formule 1 Team Haas Lola.

## Biographie
Né à Chicago, Carl Haas a commencé la course automobile en 1952 et a remporté de nombreuses courses en pilotant sur Ferrari, Porsche, MG et Jaguar. Il a pris sa retraite de pilote au début des années 1960 afin de se concentrer sur son équipe de course et d'autres entreprises liées aux sport automobiles. En 1967, il devient importateur exclusif de Lola Cars aux États-Unis et développe la marque pour la porter au sommet de la compétition automobile dans son pays. Sa compagnie, Carl A. Haas Auto Imports, importe et distribue des pièces pour la compétition, notamment les boîtes de vitesses britanniques Hewland.
Au cours des années 1970, Haas fait son entrée dans la compétition automobile en engageant des équipes dans différentes séries, comme la Formule 5000, la CanAm et la Formule Super Vee. Parmi ses pilotes CanAm on compte Masten Gregory, Peter Revson, Jackie Stewart et David Hobbs. Son pilote Super Vee, Eddie Miller, remporte le titre de la série.
En 1985 et 1986, il dirige l'écurie  de Formule 1 Haas Lola, qui court avec un châssis conçu par FORCE (Formula One Race Car Engineering), une entreprise qu'il avait fondé pour l'occasion. Haas a également été copropriétaire d'une équipe de NASCAR avec Travis Carter (en) pendant huit saisons.
En 1983, Carl Haas rejoint l'acteur Paul Newman pour former l'écurie Newman/Haas Racing pour le championnat de monoplaces américain CART. L'équipe remporte son premier titre dès l'année suivante avec une des légendes du sport automobile, Mario Andretti, et remportera le championnat à trois autres occasions : Michael Andretti, le fils de Mario, en 1991, le champion du monde de Formule 1 Nigel Mansell en 1993, et le Brésilien Cristiano da Matta en 2002. Après la faillite du championnat CART, le Newman/Haas Racing remportera la série Champ Car (qui succède au CART) avec Sébastien Bourdais en 2004, 2005, 2006 et 2007.
Carl Haas a été très actif pour la promotion du sport automobile dans son pays. Il a siégé au CART's Board of Governors jusqu'à ce que le championnat cesse en 2003, et a quitté la présidence de la SCCA Pro Racing Division en 2001. Il a également présidé le Conseil d'administration de la SCCA avec un record de quatre mandats jusqu'à sa retraite en 1996. Haas est également un membre du Conseil d'administration du circuit automobile de Road America.
Les équipes de Carl Haas ont remporté 14 championnats en 40 ans. Le quotidien américain USA Today l'a considéré comme l'un des « plus puissants hommes dans l'histoire de la course automobile. »[réf. nécessaire] Il figure au Hall of Fame de la SCCA depuis 2007.
Atteint de la maladie d'Alzheimer, Carl Haas vivait à Lake Forest, Illinois, avec son épouse, Bernadette.